# Зелене (Новомиколаївська селищна громада)
Зеле́не — село в Україні, у Новомиколаївській селищній громаді Запорізького району Запорізької області. Населення становить 196 осіб.

## Географія
Село Зелене знаходиться в балці Широчанська, по якій протікає пересихає струмок з загатами, на відстані 1,5 км розташоване село Рибальське.
Розташоване за 18 км від центру громади, за 13 км від залізничної станції Гайчур і за 5 км від автодороги Донецьк — Запоріжжя.

## Назва
На території України 43 населених пункти з назвою Зелене. Колишні назви — х. Касянівський, Раківський.

## Історія
Населений пункт заснований в 1921 р. переселенцями з Дніпропетровщини (с. Покровки і Романків). У 1928 р. організований ТОЗ «Червоний кущ».
На. Фронтах Німецько-радянської війни боровся 51 житель, 22 з них нагороджені орденами і медалями Союзу РСР, 25 віддали життя в боях за свободу і незалежність Батьківщини. У Зеленому встановлені пам'ятник на братській могилі 12 радянських воїнів, загиблих при визволенні села від гітлерівців, і воїнам-односельцям, полеглим у боротьбі проти нацистів.
До 2020 орган місцевого самоврядування — Зеленівська сільська рада. Сільській раді були підпорядковані населені пункти Благодатне, Нове Поле, Новокасянівка, Рибальське і Шевченківське.
12 червня 2020 року, відповідно до Розпорядження Кабінету Міністрів України від № 713-р «Про визначення адміністративних центрів та затвердження територій територіальних громад Запорізької області», увійшло до складу Новомиколаївської селищної громади.
19 липня 2020 року, в результаті адміністративно-територіальної реформи та ліквідації Новомиколаївського району, село увійшло до складу Запорізького району.

## Населення

### Мова
Розподіл населення за рідною мовою за даними перепису 2001 року:
| Мова       | Кількість | Відсоток |
| ---------- | --------- | -------- |
| українська | 192       | 97.96%   |
| російська  | 4         | 2.04%    |
| Усього     | 196       | 100%     |

## Економіка
- ТОВ «Дружба».

## Об'єкти соціальної сфери
- Фельдшерсько-акушерський пункт.
- Музей історії.

## Пам'ятки
Поблизу с. Благодатного в курганах досліджено поховання кочівників XI—XII століть.